# Район Кіта (Окаяма)
34°39′18″ пн. ш. 133°55′10″ сх. д. / 34.655° пн. ш. 133.91944444444° сх. д.

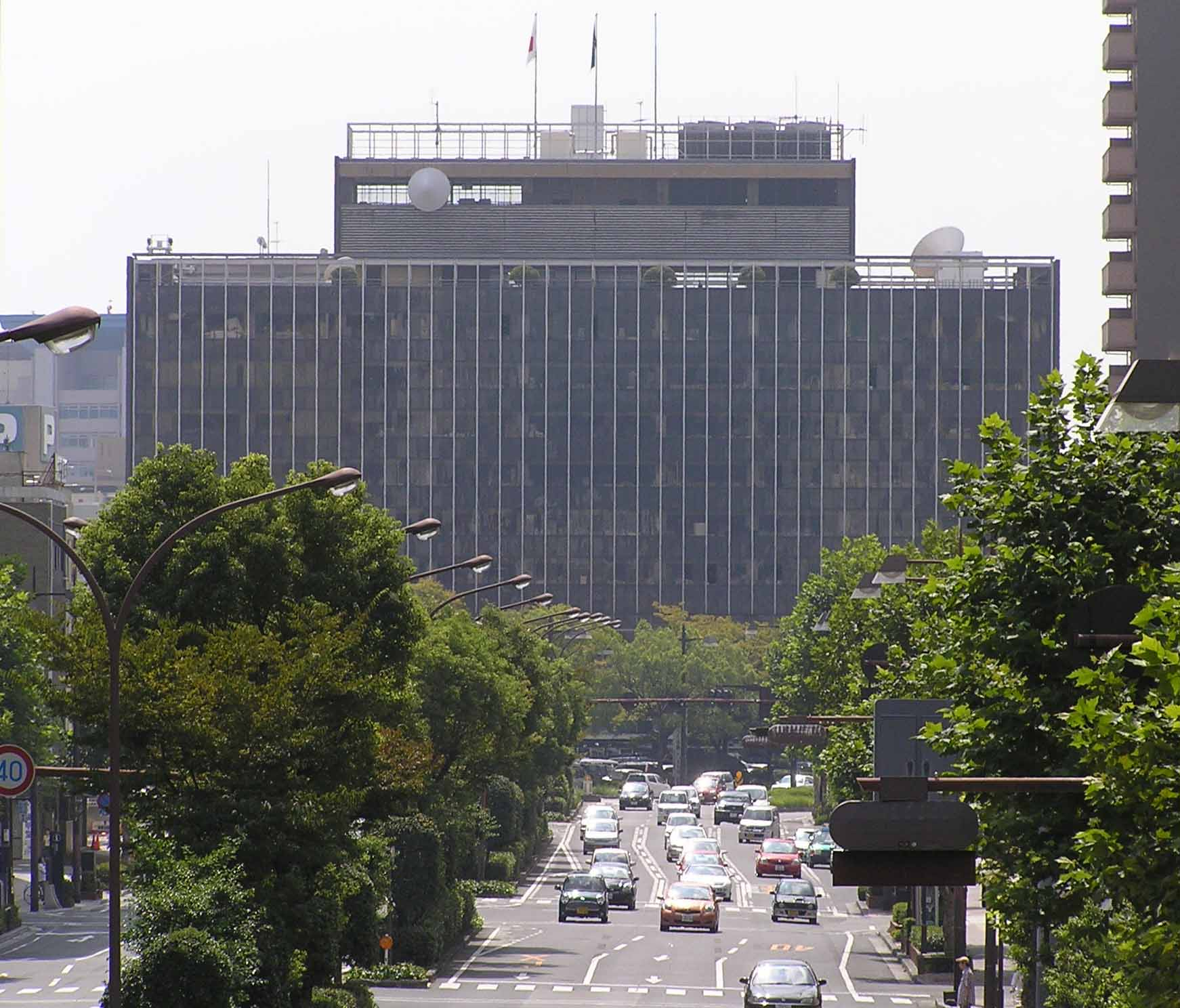
Будівля районної адміністрації

Район Кіта (яп. 北区, кириліз.: Кіта-ку) - один з чотирьох районів міста Окаями, префектури Окаяма, Японія. Має населення біля 300 000 осіб. Щільність населення становить 655 осіб на квадратний кілометр. Назва означає "Північний округ". 
Райони Окаями були засновані, коли Окаяма стала містом, визначеним урядовою постановою 1 квітня 2009 року.
В районі Кіта розташовуються міські органи управління.
Уряд Південної Кореї утримує Корейський навчальний заклад ( кор. 오카야마한국교육원, яп. 岡山韓国教育院), розташований в Кіта-ку. 